# Hamre sportfält
Hamre sportfält är en stadsdel i det administrativa bostadsområdet Hamre-Talltorp i Västerås, c:a 5 km öster om centrum.
Norra delen av Hamre sportfält består av idrottsplaner, kallat Hamre IP med fem 11-manna-planer, sex 7-mannaplaner och tre 5-mannaplaner. Hamre IP är hemmaplan för Skiljebo SK.
Södra delen av Hamre sportfält innehåller Hamre ridskola. Anläggningen är sliten och det finns planer för flytt till Brandthovda. Det finns opposition mot detta med tanke på områdets historiska karaktär. Västerås kommunfullmäktige har tillstyrkt, men länsstyrelsen har stoppat planen.
Området avgränsas av Väderleksgatan och gränsen mot Hässlö, Björnövägen och Hamregatan.
Området gränsar i norr till Lillhamra och Hälla koloni i öster till Hässlö, i sydväst till Fågelvik och i väster till Hamre.

## Hamre IP
Hamre IP är en fotbollsarena belägen på Hamre sportfält i Västerås. Arenan byggdes år 1958 och har sedan dess varit en central del av den lokala idrotts- och kulturscenen.
Hamre IP fungerat som hemmaarena för flera lokala fotbollsklubbar genom åren. En av dessa klubbar är Skiljebo SK, ett fotbollslag som grundades 1919 och som sedan dess har spelat på Hamre IP. Skiljebo SK har en stark koppling till arenan och har genom åren spelat många matcher på denna historiska arena.